# 卡累利阿-芬蘭蘇維埃社會主義共和國國旗
卡累利阿-芬蘭蘇維埃社會主義共和國國旗（俄语：Флаг Карело-Финской ССР）啟用於1940年6月9日，至1956年2月10日被併入俄羅斯蘇維埃聯邦社會主義共和國為止。
最初的國旗左上角為鐮刀與錘子，下方以無襯線體書有卡累利阿語和俄語國名。
第二個版本啟用於1953年3月13日，為三色旗樣式，設計仿照蘇聯國旗，但在下方加上藍綠二色的橫條，比例为19:5:6。绿色代表森林资源，即国家的经济支柱。蓝色代表河流和湖泊。
蘇聯瓦解後，新成立的俄罗斯政府自旧卡累利阿-芬蘭蘇維埃社會主義共和國国旗去掉鐮刀錘子和五角星，并調整色帶寬度的新三色旗成為今日卡累利阿共和國國旗。

## 历代国旗
- 卡累利阿蘇維埃社會主義自治共和國, 1937-1938
- 卡累利阿蘇維埃社會主義自治共和國,1938
- 卡累利阿蘇維埃社會主義自治共和國,1938
- 卡累利阿蘇維埃社會主義自治共和國, 1938-1940
- 卡累利阿-芬蘭蘇維埃社會主義共和國,1940-1953
- 卡累利阿-芬蘭蘇維埃社會主義共和國, 1953-1956
- 卡累利阿蘇維埃社會主義自治共和國, 1956-1978
- 卡累利阿蘇維埃社會主義自治共和國, 1978-1992